# Ixora lanceolaria
Ixora lanceolaria là một loài thực vật có hoa trong họ Thiến thảo. Loài này được Colebr. mô tả khoa học đầu tiên năm 1820.